# Territoriale indeling van Paraná

Paraná

De Braziliaanse deelstaat Paraná is ingedeeld in 10 mesoregio's, 39 microregio's en 399 gemeenten.

## Centro Ocidental Paranaense (mesoregio)
2 microregio's, 25 gemeenten

### Campo Mourão (microregio)
14 gemeenten:
Araruna -
Barbosa Ferraz -
Campo Mourão -
Corumbataí do Sul -
Engenheiro Beltrão -
Farol -
Fênix -
Iretama -
Luiziana -
Mamborê -
Peabiru -
Quinta do Sol -
Roncador -
Terra Boa

### Goioerê (microregio)
11 gemeenten:
Altamira do Paraná -
Boa Esperança -
Campina da Lagoa -
Goioerê -
Janiópolis -
Juranda -
Moreira Sales -
Nova Cantu -
Quarto Centenário -
Rancho Alegre d'Oeste -
Ubiratã

## Centro Oriental Paranaense (mesoregio)
3 microregio's, 14 gemeenten

### Jaguariaíva (microregio)
4 gemeenten:
Arapoti -
Jaguariaíva -
Piraí do Sul -
Sengés

### Ponta Grossa (microregio)
4 gemeenten:
Carambeí -
Castro -
Palmeira -
Ponta Grossa

### Telêmaco Borba (microregio)
6 gemeenten:
Imbaú -
Ortigueira -
Reserva -
Telêmaco Borba -
Tibagi -
Ventania

## Centro-Sul Paranaense (mesoregio)
3 microregio's, 29 gemeenten

### Guarapuava (microregio)
18 gemeenten:
Campina do Simão -
Candói -
Cantagalo -
Espigão Alto do Iguaçu -
Foz do Jordão -
Goioxim -
Guarapuava -
Inácio Martins -
Laranjeiras do Sul -
Marquinho -
Nova Laranjeiras -
Pinhão -
Porto Barreiro -
Quedas do Iguaçu -
Reserva do Iguaçu -
Rio Bonito do Iguaçu -
Turvo -
Virmond

### Palmas (microregio)
5 gemeenten:
Clevelândia -
Coronel Domingos Soares -
Honório Serpa -
Mangueirinha -
Palmas

### Pitanga (microregio)
6 gemeenten:
Boa Ventura de São Roque -
Laranjal -
Mato Rico -
Palmital -
Pitanga -
Santa Maria do Oeste

## Metropolitana de Curitiba (mesoregio)
5 microregio's, 37 gemeenten

### Cerro Azul (microregio)
3 gemeenten:
Adrianópolis -
Cerro Azul -
Doutor Ulysses

### Curitiba (microregio)
19 gemeenten:
Almirante Tamandaré -
Araucária -
Balsa Nova -
Bocaiuva do Sul -
Campina Grande do Sul -
Campo Largo -
Campo Magro -
Colombo -
Contenda -
Curitiba -
Fazenda Rio Grande -
Itaperuçu -
Mandirituba -
Pinhais -
Piraquara -
Quatro Barras -
Rio Branco do Sul -
São José dos Pinhais -
Tunas do Paraná

### Lapa (microregio)
2 gemeenten:
Lapa -
Porto Amazonas

### Paranaguá (microregio)
7 gemeenten:
Antonina -
Guaraqueçaba -
Guaratuba -
Matinhos -
Morretes -
Paranaguá -
Pontal do Paraná

### Microregio Rio Negro
6 gemeenten:
Agudos do Sul -
Campo do Tenente -
Piên -
Quitandinha -
Rio Negro -
Tijucas do Sul

## Noroeste Paranaense (mesoregio)
3 microregio's, 61 gemeenten

### Cianorte (microregio)
11 gemeenten:
Cianorte -
Cidade Gaúcha -
Guaporema -
Indianópolis -
Japurá -
Jussara -
Rondon -
São Manoel do Paraná -
São Tomé -
Tapejara -
Tuneiras do Oeste

### Paranavaí (microregio)
29 gemeenten:
Alto Paraná -
Amaporã -
Cruzeiro do Sul -
Diamante do Norte -
Guairaçá -
Inajá -
Itaúna do Sul -
Jardim Olinda -
Loanda -
Marilena -
Mirador -
Nova Aliança do Ivaí -
Nova Londrina -
Paraíso do Norte -
Paranacity -
Paranapoema -
Paranavaí -
Planaltina do Paraná -
Porto Rico -
Querência do Norte -
Santa Cruz de Monte Castelo -
Santa Isabel do Ivaí -
Santa Mônica -
Santo Antônio do Caiuá -
São Carlos do Ivaí -
São João do Caiuá -
São Pedro do Paraná -
Tamboara -
Terra Rica

### Umuarama (microregio)
21 gemeenten:
Alto Paraíso -
Alto Piquiri -
Altônia -
Brasilândia do Sul -
Cafezal do Sul -
Cruzeiro do Oeste -
Douradina -
Esperança Nova -
Francisco Alves -
Icaraíma -
Iporã -
Ivaté -
Maria Helena -
Mariluz -
Nova Olímpia -
Perobal -
Pérola -
São Jorge do Patrocínio -
Tapira -
Umuarama -
Xambrê

## Norte Central Paranaense (mesoregio)
8 microregio's, 79 gemeenten

### Apucarana (microregio)
9 gemeenten:
Apucarana -
Arapongas -
Califórnia -
Cambira -
Jandaia do Sul -
Marilândia do Sul -
Mauá da Serra -
Novo Itacolomi -
Sabáudia

### Astorga (microregio)
22 gemeenten:
Ângulo -
Astorga -
Atalaia -
Cafeara -
Centenário do Sul -
Colorado -
Flórida -
Guaraci -
Iguaraçu -
Itaguajé -
Jaguapitã -
Lobato -
Lupionópolis -
Mandaguaçu -
Munhoz de Melo -
Nossa Senhora das Graças -
Nova Esperança -
Presidente Castelo Branco -
Santa Fé -
Santa Inês -
Santo Inácio -
Uniflor

### Faxinal (microregio)
7 gemeenten:
Bom Sucesso -
Borrazópolis -
Cruzmaltina -
Faxinal -
Kaloré -
Marumbi -
Rio Bom

### Floraí (microregio)
7 gemeenten:
Doutor Camargo -
Floraí -
Floresta -
Itambé -
Ivatuba -
Ourizona -
São Jorge do Ivaí

### Ivaiporã (microregio)
15 gemeenten:
Arapuã -
Ariranha do Ivaí -
Cândido de Abreu -
Godoy Moreira -
Grandes Rios -
Ivaiporã -
Jardim Alegre -
Lidianópolis -
Lunardelli -
Manoel Ribas -
Nova Tebas -
Rio Branco do Ivaí -
Rosário do Ivaí -
São João do Ivaí -
São Pedro do Ivaí

### Londrina (microregio)
6 gemeenten:
Cambé -
Ibiporã -
Londrina -
Pitangueiras -
Rolândia -
Tamarana

### Maringá (microregio)
5 gemeenten:
Mandaguari -
Marialva -
Maringá -
Paiçandu -
Sarandi

### Porecatu (microregio)
8 gemeenten:
Alvorada do Sul -
Bela Vista do Paraíso -
Florestópolis -
Miraselva -
Porecatu -
Prado Ferreira -
Primeiro de Maio -
Sertanópolis

## Norte Pioneiro Paranaense (mesoregio)
5 microregio's, 46 gemeenten

### Assaí (microregio)
8 gemeenten:
Assaí -
Jataizinho -
Nova Santa Bárbara -
Rancho Alegre -
Santa Cecília do Pavão -
São Jerônimo da Serra -
São Sebastião da Amoreira -
Uraí

### Cornélio Procópio (microregio)
14 gemeenten:
Abatiá -
Andirá -
Bandeirantes -
Congonhinhas -
Cornélio Procópio -
Itambaracá -
Leópolis -
Nova América da Colina -
Nova Fátima -
Ribeirão do Pinhal -
Santa Amélia -
Santa Mariana -
Santo Antônio do Paraíso -
Sertaneja

### Ibaiti (microregio)
8 gemeenten:
Conselheiro Mairinck -
Curiúva -
Figueira -
Ibaiti -
Jaboti -
Japira -
Pinhalão -
Sapopema

### Jacarezinho (microregio)
6 gemeenten:
Barra do Jacaré -
Cambará -
Jacarezinho -
Jundiaí do Sul -
Ribeirão Claro -
Santo Antônio da Platina

### Wenceslau Braz (microregio)
10 gemeenten:
Carlópolis -
Guapirama -
Joaquim Távora -
Quatiguá -
Salto do Itararé -
Santana do Itararé -
São José da Boa Vista -
Siqueira Campos -
Tomazina -
Wenceslau Braz

## Oeste Paranaense (mesoregio)
3 microregio's, 50 gemeenten

### Cascavel (microregio)
18 gemeenten:
Anahy -
Boa Vista da Aparecida -
Braganey -
Cafelândia -
Campo Bonito -
Capitão Leônidas Marques -
Cascavel -
Catanduvas -
Corbélia -
Diamante do Sul -
Guaraniaçu -
Ibema -
Iguatu -
Lindoeste -
Nova Aurora -
Santa Lúcia -
Santa Tereza do Oeste -
Três Barras do Paraná

### Foz do Iguaçu (microregio)
11 gemeenten:
Céu Azul -
Foz do Iguaçu -
Itaipulândia -
Matelândia -
Medianeira -
Missal -
Ramilândia -
Santa Terezinha de Itaipu -
São Miguel do Iguaçu -
Serranópolis do Iguaçu -
Vera Cruz do Oeste

### Toledo (microregio)
21 gemeenten:
Assis Chateaubriand -
Diamante d'Oeste -
Entre Rios do Oeste -
Formosa do Oeste -
Guaíra -
Iracema do Oeste -
Jesuítas -
Marechal Cândido Rondon -
Maripá -
Mercedes -
Nova Santa Rosa -
Ouro Verde do Oeste -
Pato Bragado -
Quatro Pontes -
Santa Helena -
São José das Palmeiras -
Palotina -
São Pedro do Iguaçu -
Terra Roxa -
Toledo -
Tupãssi

## Sudeste Paranaense (mesoregio)
4 microregio's, 21 gemeenten

### Irati (microregio)
4 gemeenten:
Irati -
Mallet -
Rebouças -
Rio Azul

### Prudentópolis (microregio)
7 gemeenten:
Fernandes Pinheiro -
Guamiranga -
Imbituva -
Ipiranga -
Ivaí -
Prudentópolis -
Teixeira Soares

### São Mateus do Sul (microregio)
3 gemeenten:
Antônio Olinto -
São João do Triunfo -
São Mateus do Sul

### União da Vitória (microregio)
7 gemeenten:
Bituruna -
Cruz Machado -
General Carneiro -
Paula Freitas -
Paulo Frontin -
Porto Vitória -
União da Vitória

## Sudoeste Paranaense (mesoregio)
3 microregio's, 37 gemeenten

### Capanema (microregio)
8 gemeenten:
Ampére -
Bela Vista da Caroba -
Capanema -
Pérola d'Oeste -
Planalto -
Pranchita -
Realeza -
Santa Izabel do Oeste

### Francisco Beltrão (microregio)
19 gemeenten:
Barracão -
Boa Esperança do Iguaçu -
Bom Jesus do Sul -
Cruzeiro do Iguaçu -
Dois Vizinhos -
Enéas Marques -
Flor da Serra do Sul -
Francisco Beltrão -
Manfrinópolis -
Marmeleiro -
Nova Esperança do Sudoeste -
Nova Prata do Iguaçu -
Pinhal de São Bento -
Renascença -
Salgado Filho -
Salto do Lontra -
Santo Antônio do Sudoeste -
São Jorge d'Oeste -
Verê

### Pato Branco (microregio)
10 gemeenten:
Bom Sucesso do Sul -
Chopinzinho -
Coronel Vivida -
Itapejara d'Oeste -
Mariópolis -
Pato Branco -
São João -
Saudade do Iguaçu -
Sulina -
Vitorino
Acre · Alagoas · Amapá · Amazonas · Bahia · Ceará · Espírito Santo · Federaal District · Goiás · Maranhão · Mato Grosso · Mato Grosso do Sul · Minas Gerais · Pará · Paraíba · Paraná · Pernambuco · Piauí · Rio de Janeiro · Rio Grande do Norte · Rio Grande do Sul · Rondônia · Roraima · Santa Catarina · São Paulo · Sergipe · Tocantins